# 絶対安全剃刀
『絶対安全剃刀』（ぜったいあんぜんかみそり）は、高野文子の漫画作品集。白泉社より1982年1月に刊行された。作者初の単行本であり、表題作を含め1977年から1981年までに発表された17作品を収録している。装丁は南伸坊・小倉敏夫による。白泉社は当時A5の漫画単行本シリーズを持っていなかったため絵本の扱いで出版された。ISBN 4592760166。
高野はこの単行本で第12回（1982年度）日本漫画家協会賞優秀賞を受賞している。

## 収録作品（収録順）

### たあたあたあと遠くで銃の鳴く声がする
- 『マンガ奇想天外』No.2（奇想天外社、1980年）初出、5ページ

5ページのオールカラー作品。ベッドで目を覚ました中国の少女が「たあたあたあと遠くで銃の鳴く声がする」と言いおいて出かけ、銃を守るために貂に石をぶつける。家に戻って銃に包帯を巻いてあげる少女に母は「貂はどうしたの?」と聞き、少女は「知らない」と答える。母のつくるオムレツのケチャップが血を連想させる。彩色はカラートーンによる。

### 花
- 『楽書館』No.49（楽書館、1977年）初出、6ページ

同人誌『楽書館』で、参加者のみに配布される青焼版に掲載された作品。雨上がりの庭でおかっぱの少女が椿の木に登り、一本だけ残った花を折りとって自分の髪に挿す。軒先で見ていた母親が「生花を髪に挿すと母親が早く死ぬぞ」と言い、少女は花を取ろうとするが髪に絡まってしまう。「どれ」といって母親が髪を梳いて花を取ってやり、それからおもむろに花を自分の髪に挿す。驚いた少女に母親は「うそ…めいしんだよ」と言う。発表されている高野の作品のなかではもっとも古いもの。

### はい―背筋を伸してワタシノバンデス
- 『楽書館』No.55（1978年）初出、10ページ

銭湯にやってきた眼鏡にジーパンの少女。「よるな女ども!」「女なんかだいっ嫌いだ!」と心の中で女性への嫌悪を露にするが、一人の老女が隣にすわると突然気持ちが落ち着く。少女は自分を帝王切開で生んだ母の面影を老女に重ねていることに気づく。「アナタ ワタシノカアサンデショウ･･･」「ソンナコトモアリマシタッケネエ ムカシ･･･」「ムカシナノデスカ?」心の中で老女と対話する少女に、「おかあちゃん」と自分の母親と間違えて子供が声をかける。声をかけて去っていく老女の背中に、少女は「ツギハ アナタノバンデスヨ」というメッセージを見て取る。この作品や「ふとん」には点描や鎖線が用いられており、これは『楽書館』主宰の水野流転の影響と考えられる。

### 絶対安全剃刀
- 『JUNE』4号（サン出版、1979年）初出、9ページ

高野の商業誌デビュー作。「なーんもおもしろくない」と言って自殺を企てる少年と、それを茶化したり諭したりするもう一人の眼鏡の少年とのやりとりをコミカルなタッチで描く。かっこよく死のうとする死装束をまとった少年は、眼鏡の少年が「ちょっとくらい傷ついていたほうがかっこよく見える」と言おうとするのをあわてて止めるが、口をふさがれた眼鏡の少年は動かなくなってしまう。「結局もうなーんにも計画どおりになんかいきっこないんだ」と死装束の少年は言い、「あしたの朝にはおきろよね」と言ってもう一人の少年の眼鏡を直す。描き出しから現実の背景が描かれず、最後のコマで何の変哲も無い勉強部屋でのやりとりだったことがようやく明らかになる。

### 1＋1＋1＝0
- 『コミックアゲイン』10月号（みのり書房、1979年）初出、8ページ

「パパとママどっちが好き?」と問われた少年がベッドで煩悶する様をサイケデリックなイメージを交えて描いた作品。明日の朝おはようのキスを先にママにするべきかパパにするべきかと思い悩むうち、そもそも自分はいつも両親の期待を裏切ってきたのではないか、というところまで不安を募らせていく少年だったが、ベッドの上で愛し合うパパとママを見つけ、「そーかぁ キスはぼくのひとつっきりしかないわけじゃないんだもんね」とケロリとして寝床に戻る。

### おすわりあそべ
- 『漫画新批評大系』Vol.5（迷宮、1979年）初出、3ページ

電車の中で「年寄り きらいなんだ」「おんな きらいなんだ」「貧乏人 きらいなんだ」と隣に座った人を嫌って次々に席を移る少女の自意識を描く。最後には立ちっぱなしになりながら「強い強い嘘つきになりたいんだ」と独白する。

### ふとん
- 『別冊奇想天外 No.8　SFマンガ大全集 PART3』（奇想天外社、1979年）初出、12ページ

幼くして死んだおかっぱの少女の霊が自分の葬式を眺めながら、迎えに来た観音菩薩とのんきなやり取りを交わす様子を幻想的なイメージで描く。作中に出てくる甘酒や五色の花は、高野が子供の頃に読んだ童話『花まつり』のイメージからとったもの。描きだしの数ページと最後のページはアングルを固定した同じ形のコマの連続となっているが、これは当時高野が好んで観ていた演劇（鈴木忠志の早稲田小劇場）からの影響がある。

### 方南町経由新宿駅西口京王百貨店前行
- 『別冊奇想天外 No.9　SFマンガ大全集 PART4』（1980年）初出、8ページ

女3人、男1人の学生4人組の路線バス車内での会話を描く。男の子は青春のむなしさや孤独を切実に訴えるが、女子たちとは会話がかみ合わない。男の子は女子の1人に恋心を告白するが、女の子は「少女まんがみたーい」とおどける。と、別の女子1人が窓の外にスーパーマンを発見（姿は描かれない）、「えっ!どこどこ?」と窓の外を探しているうちに、女の子たちはバスを降り、男の子はバスの中に1人取り残されてしまう。絵柄は大友克洋の影響が濃く、高野は作品に合わせて意図的に作った絵柄と述べている。なお「方南町経由新宿駅西口京王百貨店前行」は実在のバス路線である。

### 田辺のつる
- 『漫金超』創刊号（チャンネルゼロ、1980年）初出、16ページ

認知症が始まった老女を中心としたある一家の一日を淡々と描く。作品中、老女のみが一貫して「きいちのぬりえ」風の 幼女の姿で描かれ、客観的な世界と老女の心象風景とが同時に描写される。漫画にしかできない表現方法として発表当時から多数の評論家に言及されてきた作品。夏目房之介は、老女が階段を下りていく最後のページで、アングルやパースの変化だけで老女がおぼつかない足取りで階段を下りる危うい感覚が表現されていることに驚嘆している。

### アネサとオジ
- 『マンガ奇想天外』No.1（1980年）初出、10ページ

悪たれの姉アネサと気の優しい弟オジの姉弟の生活をギャグタッチで描く作品。アネサの意地悪に耐えかねたオジは、アネサを懲らしめるために様々な策を練るが、頭上に大きな石を落としても爆弾をしかけてもアネサはびくともしない。他に策は無いかと「歩きながら本を読んで」いると、同時に2つのことができないアネサはそれを見て驚愕し、それ以来オジを師と仰ぐようになる。

### あぜみちロードにセクシーねえちゃん
- 『ギャルズコミックDX』夏の号（主婦の友社、1980年）初出、8ページ

東京に憧れながらそのことを周囲に言えない、田んぼに囲まれた田舎の女子高生。進学せず実家に留まることで「親孝行者」と言われるが、自室ではヘッドフォンでFMラジオを聴きながら「わたし いい子やだな」とつぶやく。と、放送中に自分の送った葉書が読まれたらしくラジオ局から電話がかかってくる。急いで電話を取った少女は5月のコンサートに行けるかどうか聞かれ、「そのころはそっちにいるから」と答えて「タバコロードにセクシーばあちゃん」（サザンオールスターズ）をリクエストする。作中の方言から、舞台は高野の出身地である新潟県と考えられる。

### うらがえしの黒い猫
- 『プチフラワー』夏の号（小学館、1980年）初出、16ページ

親の目を盗んで空想に耽る少女・エイベルを描く作品。エイベルは親の見ていないところでは、魔女に捕らえられたお姫様になりきってしまう。エイベルは黒猫のぬいぐるみのトウベが見当たらないことを不審がるが、じつは彼女がお姫様になりきっているあいだ、邪悪な魔女の化身として自分で切り裂いてしまったのだった。絵柄・モチーフは萩尾望都の初期作品（『かわいそうなママ』『エミール』など）に通じる。

### 午前10：00の家鴨
- 『マンガ奇想天外』No.3（1980年）初出、10ページ

男と同棲しているマリーさん。彼女は男に対して将来のことを何も期待せず、ただ今日が幸せであればそれで満足している。「何も欲しがらない」「何も期待しない」「誰も信じない」「誰も待たない」マリーさんの幸せな生活が、作り物の家鴨の視点から独特のリズムで描かれる。

### 早道節用守（はやみちせつようのまもり）
- 『マンガ奇想天外』No.4（1981年）初出、16ページ

山東京伝の戯作もとに浮世絵風の絵柄で描かれた作品。吉原の美女・花荻に横恋慕する悪二郎が、韋駄天の守り札を使って花荻をさらおうとしたことに始まり、守り札を使って様々な登場人物が世界中を駆け回り、めぐりめぐって花荻は相思相愛の幸二郎と一緒になる。ヤマシタトモコは、当時デビューしたばかりの杉浦日向子に触発されて描いた作品だろうとしている。

### いこいの宿
- 『ビッグコミックフォアレディ』4月号（小学館、1981年）初出、16ページ

「アネサとオジ」シリーズ第2弾。ある日、アネサとオジの家の前で流浪の青年が行き倒れになる。青年にひとめぼれしたアネサは、自分を可愛くみせる方法（古典的な少女漫画のパロディ）をオジから伝授される。特訓の成果を青年の前で披露するアネサとオジを前に、青年は「僕がさがしもとめていたものは愛だったんだぁー」とひとりごち、「"希望"という名の人形」を残して去っていく。「アネサとオジ」シリーズは他に「愛の都 憎しみの街角」（小学館『FOR LADY』1982年5月号）「極寒の宿」（同1982年12月号）があるが、いずれも単行本未収録。

### うしろあたま
- 『ギャルズコミックDX』初夏の号（1981年）初出、17ページ

「女の子なんだから」というような言葉に反感を持つ女学生・つじこは、男子学生に「かわいい」と髪型を褒められたことに苛立ちを覚える。かよわさを演じる女たちが許せないつじこだったが、その男子学生にお茶に誘われるうち、自分が恋心を抱いていることに否応なく気づかされる。「はい―背筋を伸してワタシノバンデス」「おすわりあそべ」に通じる、「女性であること」への違和感をテーマにした作品。

### 玄関
- 『プチフラワー』秋の号（1981年）初出、20ページ

小学生の2人の少女の夏休みの情景を描いた作品。少女えみは、夏の初めに海水浴で溺れかけたことがトラウマになり学校のプールに入れなくなってしまう。そうして、彼女と一見仲のいいもうひとりの少女・しょうこに対して複雑な思いを抱いている。しょうこは庭の方からえみの家を訪れるため、題名に反して作中で玄関が描かれない。